# Sonata per violino e pianoforte (Elgar)
La Sonata per violino in mi minore, Op. 82 è una composizione per violino e pianoforte scritta nel 1918 dal musicista inglese Sir Edward Elgar.

## Storia
Elgar scrisse la sua sonata mentre componeva il suo Quartetto per archi in mi minore e il suo Quintetto per pianoforte in la minore. Queste tre opere di musica da camera furono tutte scritte a "Brinkwells", la casa di campagna vicino a Fittleworth nel West Sussex che Lady Elgar aveva acquistato per suo marito per riprendersi e comporre, e segnano il suo importante contributo al genere della musica da camera. Il suo Concerto per violoncello in mi minore del 1919 completò il quartetto di opere introspettive e malinconiche che compresero l'ultimo grande scatto creativo di Elgar prima della sua morte nel 1934.
La moglie di Elgar notò che il movimento lento sembrava essere influenzato dalla "magia del bosco" o dai genii loci dei boschi di Fittleworth.
Quando la sonata era quasi completata, Elgar si offrì di dedicarla a un'amica di famiglia, Marie Joshua e le scrisse: "Temo che non ci porti molto più in là, ma è piena di suoni dorati e mi piace, ma tu non ti devi aspettare nulla di violentemente cromatico o cubista". Marie Joshua morì quattro giorni dopo aver ricevuto la lettera, prima che avesse avuto la possibilità di rispondere. Come omaggio alla sua memoria, Elgar annotò dolcissimo la melodia che inizia dal movimento lento appena prima della coda del movimento finale.
La Sonata per violino in mi minore fu completata il 15 settembre 1918 e fu eseguita per la prima volta il 13 marzo 1919 in un meeting semi-pubblico della British Music Society dell'amico di Elgar W. H. Reed con Anthony Bernard al pianoforte. Alla presenza di Elgar, ebbe la sua prima esecuzione pubblica il 21 marzo 1919 nella Aeolian Hall, con Reed e Landon Ronald. Albert Sammons e William Murdoch furono i più grandi sostenitori della sonata nei primi anni e ne fecero una registrazione il 2 febbraio 1935. (Fu sempre Sammons a realizzare la prima registrazione completa del Concerto per violino in si minore di Elgar.) In precedenza, nel 1919, era stata fatta una registrazione da Marjorie Hayward e Una Bourne.

## Accoglienza
La Sonata per violino non ha mai avuto la fama di una delle grandi opere di Elgar ed è presente in modo irregolare nei programmi di concerto. Negli ultimi anni, tuttavia, è stata incisa diverse volte e si contano oltre 20 registrazioni nel catalogo. Tra quelli che l'hanno registrata ci sono Hugh Bean, Yehudi Menuhin, Max Rostal, Lydia Mordkovitch, Nigel Kennedy, Midori, Maxim Vengerov, Tasmin Little, Jonathan Crow e Daniel Hope.

## Nella cultura di massa
La sonata fu anche inserita nella colonna sonora dell'anime Nodame Cantabile.

## Movimenti
La Sonata per violino è scritta per la solita combinazione di violino e pianoforte ed è in tre movimenti:
1. Allegro
2. Romance: Andante
3. Allegro non troppo